# B.O.S.S. Company
B.O.S.S. Company war ein US-amerikanischer Hersteller von Automobilen.

## Unternehmensgeschichte
Frank A. Bowen, John A. Olson, Frank A. Smith und Frank Stratton gründeten 1911 das Unternehmen. Als Firmierung wählten sie die Anfangsbuchstaben ihrer Nachnamen. Der Sitz war in Detroit in Illinois. Sie begannen mit der Produktion von Automobilen, entworfen von Stratton. Der Markenname lautete BOSS. Im gleichen Jahr endete die Produktion. Insgesamt entstanden nur wenige Fahrzeuge.

## Fahrzeuge
Im Angebot stand nur ein Modell. Ein Vierzylindermotor mit 35 PS Leistung trieb die Fahrzeuge an. Sie waren als Tourenwagen  karosseriert, konnten aber auch leicht als Lieferwagen genutzt werden.